# Greenland (film)
Greenland è un film del 2020 diretto da Ric Roman Waugh.

## Trama
John vive ad Atlanta insieme alla moglie Allison e al figlio Nathan, affetto da diabete. Un giorno John assiste ad un evento spettacolare: i frammenti della cometa Clarke si stanno dirigendo verso la Terra, ma le evidenze suggeriscono che non la colpiranno distruggendola. 
L'indomani John riceve un avviso nel quale gli viene riferito che lui, Allison e Nathan sono stati selezionati per essere trasferiti in un rifugio segreto e salvarsi da una possibile catastrofe. John torna subito a casa: dopo che uno dei frammenti di Clarke impatta sulla Florida, distruggendo Tampa, riceve un nuovo messaggio di allerta e parte assieme alla donna ed al bambino per raggiungere l'aeroporto indicato. 
Sono migliaia i frammenti di Clarke che stanno arrivando sul pianeta, ma a far preoccupare è il frammento più grande, il cui impatto è previsto nelle 48 ore successive, in grado di causare un evento estintivo. 
Giunti all'aeroporto, John si accorge che manca l'insulina di Nathan, perduta in auto: mentre va a recuperarla, Allison e Nathan vengono respinti dai militari, perché i malati cronici non si possono imbarcare. Al suo ritorno, John non troverà nessuno dei due: salito su un aereo e scoperti gli ordini dei militari, l'uomo chiede subito di scendere per cercare la sua famiglia. Intanto Allison, a causa della scarsità di insulina, decide di raggiungere una farmacia, non prima di aver lasciato un biglietto per John sulla loro auto, indicando come rendez-vous la casa del padre Dale. 
Dopo aver rimediato il farmaco, Allison e Nathan chiedono un passaggio ad una coppia per raggiungere Lexington, nel Kentucky, dove vive Dale. Durante il viaggio, l'uomo nota che la donna ed il bambino hanno il braccialetto della selezione: si ferma quindi lungo la strada, caccia Allison dalla macchina strappandole il braccialetto e rapisce Nathan. All'aeroporto di Knoxville i tre si apprestano ad imbarcarsi su un aereo, ma la coppia verrà arrestata grazie a Nathan, che rivela ai militari di essere stato separato dalla madre. Intanto anche Allison riesce a raggiungere l'aeroporto, dove ritroverà il figlio. Da qui, saliranno entrambi su un bus per recarsi a Lexington.
Nel frattempo, John sale su un furgone diretto in Canada ed apprende che i rifugi sono dei bunker a Thule, in Groenlandia; proprio appena oltre il confine si trova un aeroporto, da dove John potrebbe partire per raggiungere la Groenlandia. Due passeggeri sono però interessati al braccialetto di John e fanno scoppiare una rissa: uno sbandamento del mezzo sbalza fuori gli uomini e, nella colluttazione, John ha la meglio sui due balordi. Dopo aver recuperato l'insulina di Nathan si dirige verso Lexington, sperando di riunirsi alla famiglia; quando restano non più di 24 ore alla distruzione della Terra, John raggiunge casa di Dale, dove successivamente anche Allison e Nathan si recheranno, ricongiungendosi a lui.
Il frammento più grande colpirà l'Europa e causerà un'estinzione di massa: John sa che l'unica possibilità per arrivare in Groenlandia è quella di imbarcarsi su uno degli aerei in partenza dal Canada. La famiglia decide quindi di avviarsi subito: Dale consegna a John il suo pick-up e costringe i tre ad andarsene senza di lui. Giunti in Canada, a 6 ore dall'impatto di Clarke, John vede in lontananza delle luci, che si rivelano essere l'aeroporto: invade quindi la pista, impedisce il decollo dell'ultimo aereo in partenza e convince il pilota a farli salire. 
Il giorno dopo l'aereo arriva in Groenlandia ma, durante l'avvicinamento, lo schianto nelle vicinanze di un frammento ne mette fuori uso i motori. L'aereo precipita, ma i passeggeri si salvano miracolosamente: a pochi minuti dall'impatto, John avvista degli aerei dirigersi verso i bunker, che riescono a raggiungere. Clarke devasta l'Europa, quindi l'onda d'urto rade al suolo l'intero pianeta.
9 mesi dopo, le porte dei bunker si riaprono e vengono ristabiliti i contatti con tutto il mondo: nonostante la distruzione quasi totale causata da Clarke, la cenere si sta depositando e l'atmosfera schiarendo. Un'ultima comunicazione autorizza i rifugiati ad uscire e tutti si incamminano verso un futuro incerto.

## Produzione
Nel maggio 2018 viene annunciato il progetto con protagonista Chris Evans, diretto da Neill Blomkamp su sceneggiatura di Chris Sparling. Nel febbraio 2019 Blomkamp esce dal progetto per essere sostituito nello stesso mese da Ric Roman Waugh, al secondo film insieme a Gerard Butler, che sarà anche produttore.
Le riprese del film sono iniziate il 24 giugno e sono terminate il 16 agosto ad Atlanta.
Il budget del film è stato di 34 milioni di dollari.

## Promozione
Il primo trailer del film è stato diffuso il 31 marzo 2020.

## Distribuzione
Il film è stato distribuito nelle sale cinematografiche belghe a partire dal 29 luglio 2020 e in quelle italiane dall'8 ottobre dello stesso anno distribuito da Lucky Red e Universal Pictures.

## Accoglienza

### Incassi
Il film ha incassato 52,3 milioni di dollari in tutto il mondo ed è stato il più noleggiato del 2020 negli Stati Uniti, sia su Prime Video che su Apple TV, rendendolo il miglior profitto per la casa di distribuzione, la STX Films, facendole guadagnare oltre 70 milioni di dollari.

### Critica
Sull'aggregatore Rotten Tomatoes il film riceve il 78% delle recensioni professionali positive con un voto medio di 7,4 su 10 basato su 160 critiche, mentre su Metacritic ottiene un punteggio di 64 su 100 basato su 25 critiche.
Star Tribune lo ha descritto come "un film fatto molto bene", così come The Hollywood Reporter lo ha giudicato "un blockbuster piacevole e soddisfacente". Il Chicago Sun-Times assegna al film 3 stelle su 4: "A differenza del classico film catastrofico, carico di effetti speciali, con una cometa che minaccia l'intero pianeta, Greenland è più simile a La guerra dei mondi di Steven Spielberg, con scene di caos e distruzione che incorniciano perfettamente la disperata sopravvivenza di una famiglia, anche quando la situazione l'ha ormai fatta a pezzi". Variety, appezzando il film, ha scritto che "Greenland non è una passeggiata, perché un thriller non dovrebbe mai esserlo: se lo fosse, non brillerebbe".
Invece il Los Angeles Times, non gradendo il film, lo ha definito "non plausibile, lontano da una vera apocalisse cinematografica".

## Sequel
Nel giugno 2021 viene annunciato il sequel, intitolato Greenland: Migration; Ric Roman Waugh e Chris Sparling torneranno rispettivamente come regista e sceneggiatore, mentre Gerard Butler e Morena Baccarin saranno nuovamente protagonisti. Il sequel rivedrà la famiglia Garrity che lascia il bunker di Thule in Groenlandia in cui si erano rifugiati per sopravvivere. Ora dovranno compiere un pericoloso viaggio nelle sterminate aree ghiacciate dell'Europa devastata per trovare un nuovo rifugio, mentre in tutto il mondo sarà iniziata una nuova glaciazione.